# Étienne Monier
Étienne Monier (dit Élie Monier) (Estagell, Rosselló 20 d'abril de 1889 - París, 21 d'abril de 1913) va ser un anarquista il·legalista, membre de la banda de Bonnot i més conegut pel sobrenom de Symentof, que va morir guillotinat al 14è districte de París.

## Biografia
Étienne Monier va néixer de pares de viticultors a Estagell, un petit poble amb una forta tradició anarquista des de la resistència al cop d'estat de Napoleó III en 1851. Va aprendre el treball de jardiner i florista. El 1909 va marxar a París. El 4 de desembre de 1910, es va negar a fer el servei militar i va marxar a l'estranger. Per tal de tornar a França, canvia la seva identitat, usa els papers d'un amic anarquista anomenat Samuelis Simentoff, nascut el 15 de gener de 1887 a Síros (Turquia). A París, coneix Victor Serge i Rirette Maîtrejean, i es troba amb Jules Bonnot.
El 25 de març de 1912 és a Montgeron durant el robatori d'un cotxe, en el qual es va produir un mort, i a Chantilly, durant l'atac a la Société Générale, en què van matar dos empleats. Va treballar un temps a Ivry-sur-Seine per al comerciant anarquista Antoine Gauzy. Fou arrestat el 24 d'abril de 1912, a un petit hotel del barri parisenc de Belleville.
Va comparèixer a partir del 3 de febrer de 1913 davant la cour d'assises de París, juntament amb dinou altres acusats, entre els quals Victor Serge i Rirette Maîtrejean, directors del setmanari L'Anarchie. Va ser un dels quatre acusats condemnats a mort. Després del veredicte, va disculpar Eugène Dieudonné, també condemnat a mort per la seva suposada participació en l'agressió de la rue Ordener. Dieudonné fou amnistiat.
Va ser executat el 21 d'abril de 1913, al mateix temps que André Soudy i Raymond Callemin (Raymond la Science).
El 1968 es va realitzar una pel·lícula sobre la banda, La Bande à Bonnot, en què Jacques Brel interpreta Raymond la Science.